# Sauzet (Lot)
Sauzet település Franciaországban, Lot megyében. Lakosainak száma 533 fő (2022. január 1.). Sauzet Albas, Cambayrac, Carnac-Rouffiac, Villesèque és Barguelonne-en-Quercy községekkel határos.

## Népesség
A település népessége az elmúlt években az alábbi módon változott:
| Lakosok száma | 403  | 352  | 370  | 474  | 502  | 514  | 515  | 520  | 530  | 533  |
|               | 1968 | 1982 | 1990 | 2006 | 2013 | 2015 | 2017 | 2019 | 2020 | 2022 |